# انفصال حبيبي

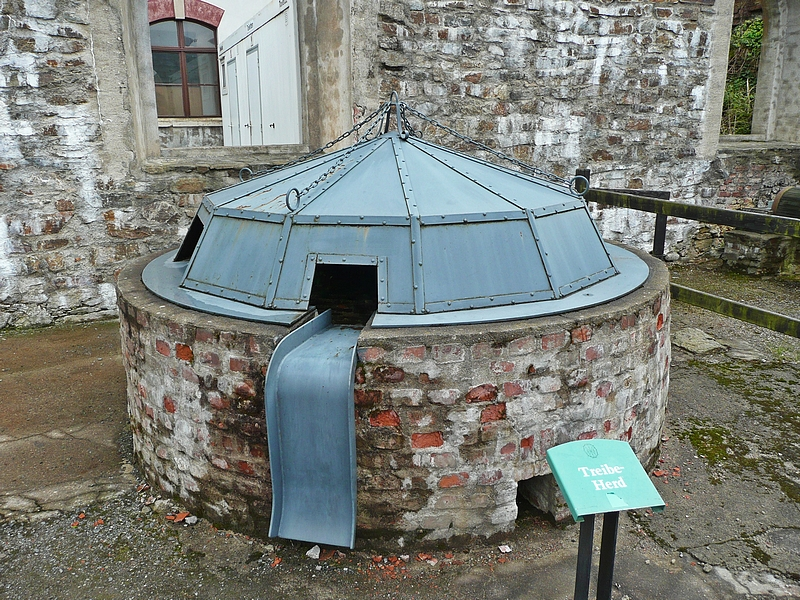

الانفصال الحبيبي (Segregation), هو انفصال مكونات أي خليط غير متجانس بحيث يصبح توزيع مكوناته غير منتظم.

## أنواعه
انفصال الحبيبات الكبيرة من الركام عن باقي مكونات الخلطة.
وذلك نتيجة مرورها علي سطح مائل أو لكونها أكثر ترسبا من الحبيبات الصغيرة ويحدث ذلك في الخلطات الفقيرة في الاسمنت ويمكن علاجه بإضافة الماءلتحسين خاصية التماسك.
انفصال الاسمنت اللباني (الأسمنت والماء)
ويحدث في الخلطات المبتلة جدا

## ميكانيكية العملية
كلا من عمليات الصب والدمك تتحول الي طاقة حركة يكتسبها الركام، تزداد طاقة الحركة بزيادة كتلة الحبيبات، مما يزيد طاقة الحركة للحبيبات الكبيرة فتتغلب علي الاحتكاك بينها وبين باقي المكونات فيحدث الانفصال الحبيبي.

## العوامل المسببة للانفصال الحبيبي
1-التصميم الغير جيد للخلطة
2-أثناء عملية الخلط: في حالة الخلط الميكانيكي إذا زاد زمن الخلط عن دقيقتيناو زادت سرعة دوران الخلاط أو تفريغ الخلاط إذا سقطت الخرسانة من ارتفاع عالي
3- أثناء النقل: الرج والتأرجح لعربة نقل الخرسانة وخصوصا إذا كانت مملؤة جزئيا
4- أثناء الصب: في حالة الصب علي مستوى مائل يراعى ان يكون الميل مناسب بحيث لا يسمح بانزلاق الحبيبات الكبيرة اولا، عند صب الاعمدة العميقة يراعي استخدام ماسورة أو قمع، وصب الأعمدة علي حطات (مراحل) الحطه بارتفاع 2-3 متر
5-الدمك الميكانيكي الزائد عن الحد يؤدي للانفصال الحبيبى

## احتياطات واجب مراعاتها لمنع حدوث الانفصال الحبيبي
- العناية بتصميم الخلطة تصميم جيد (تدرج مناسب للركام - نسبة ال W/c المناسبة (الاسمنت والماء))
- مراقبة تنفيذ الخلطة، والتأكد من مطابقتها للتصميم
- العناية بعمليات صناعة الخرسانة (خلط - نقل - صب - دمك)